# Mystus rhegma
Cá chốt vạch (Danh pháp khoa học: Mystus rhegma), tiếng Cao Miên là Trey kanchos kdong là một loài cá trong họ cá lăng Bagridae thuộc bộ cá da trơn, trong chi cá chốt-Trey kanchos (Mystus).

## Đặc điểm
Thân dài, dẹp bên; đầu hơi dẹp bằng; mõm nhọn; miệng dưới nhỏ; có 4 đôi râu, râu mũi kéo dài quá mắt, râu hàm trên dài quá gốc vây hậu môn, râu cằm ngoài dài đến gốc vây bụng, râu cằm trong dài đến gốc vây ngực; mắt to, không có da che phủ. Gai vây lưng to, mặt sau có răng cưa bén nhọn; vây mỡ dài bằng 2-3 lần chiều dài gốc vây hậu môn, phần trước vây mỡ thấp không dính với vây lưng; vây đuôi phân thùy sâu. Thân màu đen, đầu và lưng thẫm hơn bụng; thân có 3 sọc đậm: 1 sọc dọc theo lưng, 1 sọc dọc theo đường bên và 1 sọc dưới đường bên; phần giữa các sọc này là các sọc trắng; mặt bụng có màu trắng bạc; gốc cuối nắp mang có một đốm đen tròn nhỏ; ngọn các vây có sắc tố đen.